# Norwell Woodhouse
Norwell Woodhouse – przysiółek w Anglii, w Nottinghamshire, w dystrykcie Newark and Sherwood, w civil parish Norwell. Leży 10,3 km od miasta Newark-on-Trent, 27,7 km od miasta Nottingham i 190,2 km od Londynu. W 1931 roku civil parish liczyła 69 mieszkańców.